# República de Cabinda

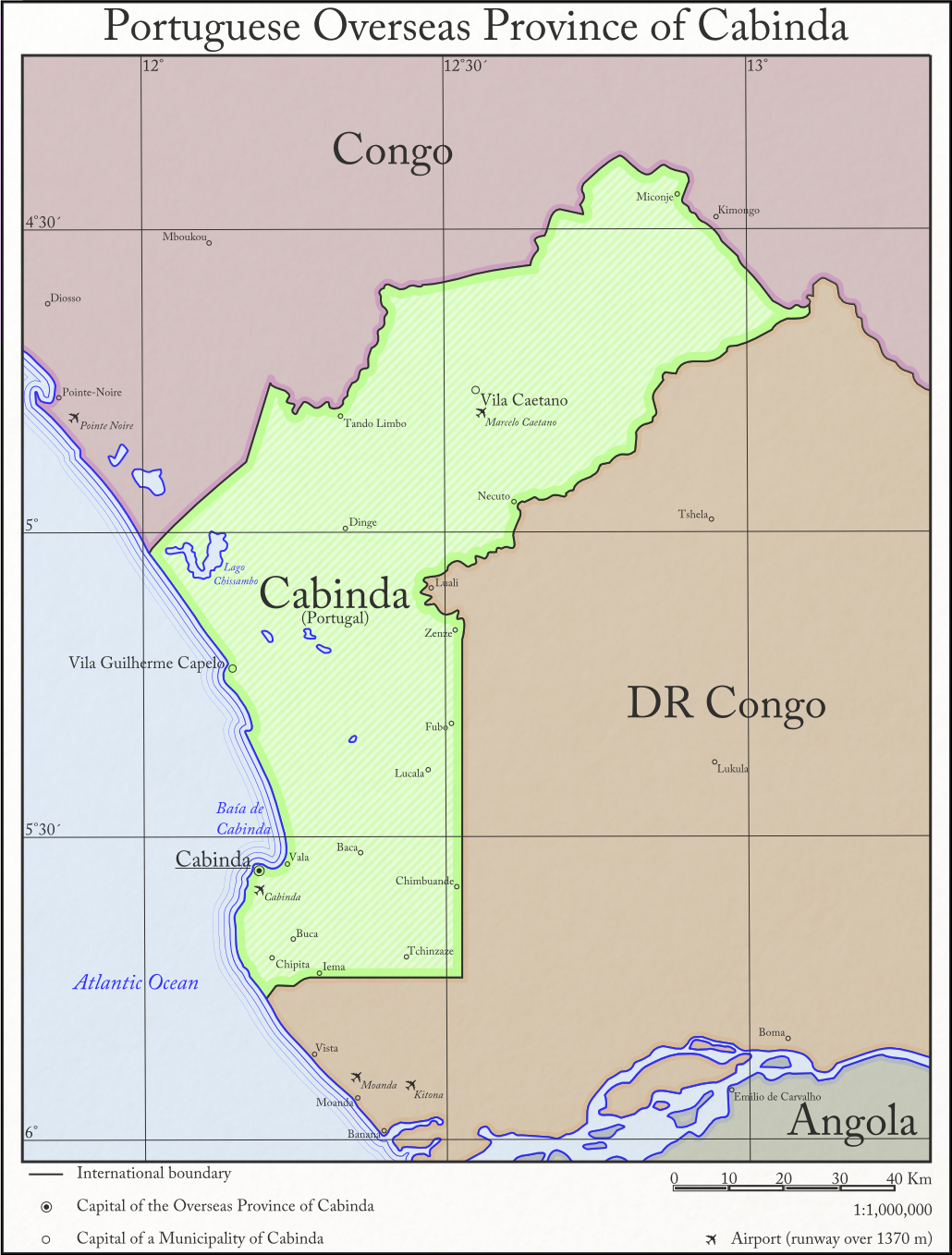
Àrea de la República de Cabinda

República de Cabinda (Repubilika ja Kabinda en kikongo) és el govern separatista de Cabinda a l'Àfrica central, que és membre de l'Organització de Nacions i Pobles No Representats. Segons el govern d'Angola i l'ONU, Cabinda és una de les províncies d'Angola. La República Democràtica del Congo, envolta la regió per l'est i el sud. Al nord es troba la República del Congo i a l'oest l'Atlàntic. La capital del país és Tchiowa (el nom local de Ciutat de Cabinda).

## Història
En la dècada de 1960, l'OUA considerava a Cabinda un territori a descolonitzar, independentment del cas d'Angola. El principal grup nacionalista de la regió, el F.L.E.C. (Front per a Libertaço do Enclave de Cabinda), fundat el 1963, va establir un "govern de Cabinda en l'exili", radicat a Kinshasa, declarant la independència de Cabinda l'1 d'agost de 1975, proclamació de sobirania que no va ser tinguda en compte per Portugal, país que administrava en aquells dies l'enclavament.
Les tropes del Moviment Popular d'Alliberament d'Angola (MPLA) van entrar a Cabinda via Pointe Noire l'11 de novembre de 1975, sostraient-lo al domini portuguès amb l'anuència de l'almirall i governador portuguès Rosa Coutinho, i incorporant el territori a Angola sota l'estatus de "província", si bé el F.L.E.C. va mantenir el control de gran part de les zones rurals.
Després d'aquests esdeveniments, el moviment nacionalista cabindès es va dividir en tres branques, el F.L.E.C.-Ranque Franque, el F.L.E.C.-N'Zita, liderat per N'Zita Henriques Tiago, i el F.L.E.C.-Lubota, liderat per Francisco Javier Lubota, a les quals se sumaria el novembre de 1977 una nova escissió, l'anomenat "Comando Militar per a l'Alliberament de Cabinda". El juny de 1979 l'antic braç armat del F.L.E.C., les anomenades "Forces Armades per a l'Alliberament de Cabinda" van crear una altra escissió, el M.P.L.C. (Movimento Popular de Libertaço de Cabinda).
En la dècada de 1980 algunes d'aquestes branques de l'antic F.L.E.C. van rebre ajuda de l'UNITA angolès, enfrontat al govern del M.P.L.A.
Una nova escissió dins del moviment nacionalista es va produir en 1988, amb la creació del C.C.C. (Comitè Comunista de Cabinda), liderat per Kaya Mohamed Yay, que es va separar de les restes del F.L.E.C. Al començament de 1990 es va crear una altra facció, l'O.N.L.C. (Unio Nacional de Libertaço de Cabinda), liderada per Lumingu Luis Gimby.
El F.L.E.C. original va ser reformat i reorganitzat en la dècada de 1990 en dues branques, FLEC-Renovada del General António Bento Bembe, i FLEC-FAC d'Estanislau Miguel Boma. En 2004, FLEC-Renovada i FLEC-FAC es van fusionar i van crear el Fórum Cabindês/ para o Dialogo (FCD), que va negociar el 2006 l'Acordo de Paz para Cabinda. António Bento Bembe va ser elegit president del FCD.